# I Was Born This Way
Az I Was Born This Way egy diszkó sláger Valentino-tól, amely 1975-ben jelent meg. 1977-ben Carl Bean, majd 1995-ben Johnny Rodriguez country énekes is feldolgozta. A dal szerzői Chris Spierer és Bunny Jones voltak, akik elmondásuk szerint egy meleg himnuszt akartak írni, és a meleg közösség problémáit a figyelem középpontjába állítani. A dal szövege egy férfiról szól, aki bevallja, hogy homoszexuális, hogy ő „ilyennek született”. A dal egyike az első kifejezetten a meleg közösségnek szánt diszkószámoknak. A megírása óta eltelt több mint 30 év alatt számtalan válogatásalbumon szerepelt, illetve több új számban került felhasználásra.

## A dal sikerei, feldolgozásai
Az I Was Born This Way minden változata sikeres volt. Az eredeti Valentino szám elsősorban az Egyesült Királyságban - itt első lett a diszkóslágerek listáján - és az Egyesült Államokban ért el nagy sikert. 1978-ban Carl Bean verziója 15. lett a Billboard Club Play Singles listáján. Ez a változat rákerült a Pet Shop Boys 2005-ös, Back to Mine: Pet Shop Boys című válogatásalbumára is.
1999-ben Stuart Price - "Pour Homme" álnéven - készített egy a dal részleteit felhasználó számot Born This Way címmel. 2008-ban Magnus Carlsson, a Svédországban népszerű meleg énekes, az Alcazar egy korábbi tagja háromféle változatot is készített az I Was Born This Way dalból.
Az I Was Born This Way Bean-féle verziója és egy újabb felvétel Jimmy Somerville-től szerepelt az Another Gay Movie című 2006-os független filmben. Carl Bean az önéletrajzát is I Was Born This Way címmel jelentette meg.